# Ben Whiteman
Bernard Denzil (Ben) Whiteman (20 augustus 1954) is een Curaçaos medicus en politicus. Hij was de vijfde minister-president van Curaçao. Whiteman volgde Ivar Asjes op die op 31 augustus 2015 aftrad nadat zijn eigen partij het vertrouwen in hem had opgezegd. Nadat dat kabinet de meerderheid verloor werd een nieuw kabinet geformeerd dat op 30 november formeel van start ging. In het kabinet-Hodge en het kabinet-Asjes was Whiteman Minister van Gezondheid, Milieu en Natuur.
Whiteman haalde in 1977 zijn vwo-diploma en studeerde vervolgens geneeskunde aan de Universidad del Norte in Barranquilla (Colombia). In 1981 studeerde hij af. Vanaf 1983 vervulde hij op Curaçao diverse functies in de gezondheidszorg.
Gerrit Schotte · 
Stanley Betrian · 
Daniel Hodge · 
Ivar Asjes · 
Ben Whiteman · 
Hensley Koeiman · 
Gilmar Pisas ·
Eugene Rhuggenaath ·
Gilmar Pisas